# Saadet II Giray
Saadet II Giray (mort en 1591) est un khan de Crimée ayant régné en 1584.

## Prétendant
Saadet II Giray est le fils aîné de Mehmed II Giray. Le khan, après la disparition de son frère Adil Giray en 1578, a dû nommer son autre frère et ennemi Alp Giray comme qalgha, et crée pour Saadet la nouvelle fonction de Nûreddîn ou « héritier en second ». Après la mort de son père en 1584, Saadet II est choisi par une partie des clans tatars comme successeur de ce dernier. Reconnu comme khan par Moscou, il est récusé par les Ottomans qui lui préfèrent leur client, son oncle Islam II Giray.
Saadet se réfugie en Moscovie où il reçoit le titre d'Izgoj et participe à de nombreux complots pour tenter de recouvrer son trône. Malgré son alliance avec Urus Khan, le chef de la Horde Nogaï dont il épouse la fille, il échoue dans son entreprise. En 1585/1587, il cherche à jouer un rôle dans un vaste front anti-ottoman composé de Moscou, des Séfévides, d'Alexandre II de Kakhétie et du Samhal du Daghestan, beau-père de son frère Murad Giray, dans lequel il serait porté à la tête du khanat de Crimée. La défection du Samhal l'oblige à abandonner ses projets, et il se retire à Moscou où il meurt en 1591.